# Olympische Sommerspiele 1956/Teilnehmer (Luxemburg)
| Gelbes Symbol für Goldmedaillen mit stilisierten Olympischen Ringen | Graues Symbol für Silbermedaillen mit stilisierten Olympischen Ringen | Braundes Symbol für Bronzemedaillen mit stilisierten Olympischen Ringen |
| ------------------------------------------------------------------- | --------------------------------------------------------------------- | ----------------------------------------------------------------------- |
| —                                                                   | —                                                                     | —                                                                       |

Luxemburg nahm an den Olympischen Sommerspielen 1956 im australischen Melbourne mit einer Delegation von elf Sportlern, zehn Männer und eine Frau, in fünf Sportarten teil.
Seit 1900 war es die neunte Teilnahme Luxemburgs bei Olympischen Sommerspielen.

## Teilnehmer nach Sportarten

### Fechten
- Émile Gretsch
Degen, Einzel: Halbfinale
Degen, Mannschaft: 1. Runde

- Jean-Fernand Leischen
Degen, Einzel: 1. Runde
Degen, Mannschaft: 1. Runde

- Édouard Schmit
Degen, Einzel: Halbfinale
Degen, Mannschaft: 1. Runde

- Roger Theisen
Degen, Mannschaft: 1. Runde
Säbel, Einzel: 1. Runde

### Leichtathletik
- Josy Barthel
1500 Meter: Vorläufe

- Fred Hammer
200 Meter: Vorläufe
Weitsprung: 26. Platz in der Qualifikation

- Gérard Rasquin
400 Meter: Vorläufe
800 Meter: Verläufe

### Radsport
- Gaston Dumont
Straßenrennen: DNF

### Schwimmen
- René Kohn
200 Meter Brust: Vorläufe

### Turnen
- Josy Stoffel
Einzelmehrkampf: 30. Platz
Barren: 46. Platz
Boden: 29. Platz
Pferdsprung: 23. Platz
Reck: 29. Platz
Ringe: 37. Platz
Seitpferd: 12. Platz

- Annette Krier
Frauen, Einzelmehrkampf: 59. Platz
Frauen, Boden: 39. Platz
Frauen, Pferdsprung: 60. Platz
Frauen, Schwebebalken: 59. Platz
Frauen, Stufenbarren: 55. Platz